# Simone Arnold Liebster
Simone Arnold Liebster (Alsácia, Agosto de 1930) é escritora, membro da associação Cercle Européen des Témoins de Jéhovah Anciens Déportés et Internés e uma das fundadoras da Fundação Arnold-Liebster. É uma das Testemunhas de Jeová que suportou duras provas durante o regime nazi, passando cerca de dois anos numa prisão-reformatório quando tinha apenas doze anos. Ambos os seus pais passaram tormentos nos campos de concentração nazis devido à sua religião.
Um artigo sobre a sua vida foi publicado em 1993 na revista Despertai!, editada pelas Testemunhas de Jeová.

## Biografia
Simone Arnold nasceu em agosto de 1930 numa pequena aldeia da Alsácia. Os pais, Adolphe e Emma Arnold eram católicos fervorosos. Quando tinha três anos de idade, a família mudou-se para a movimentada cidade de Mulhouse. Quando Simone tinha seis anos, a mãe de Simone começou a ler a literatura dos Estudantes da Bíblia (Bibelforscher, também chamados de Testemunhas de Jeová) e, algum tempo mais tarde, todos os três foram batizados como Testemunhas de Jeová. Simone tinha então 11 anos de idade. Entretanto, os exércitos de Hitler marchavam sobre a Europa e a Alsácia, na ocasião sob administração francesa, tornou-se um alvo especial do "Reich ins Heim", o programa de anexação das regiões contestadas pelos alemães.

### Perseguição por motivos religiosos
Por causa da sua fé e da sua recusa em se conformar aos ideais políticos do Reich, Simone e os pais dela enfrentaram ameaças e coerção. O Salão do Reino da sua cidade foi fechado e a obra das Testemunhas de Jeová foi proscrita, passando a operar na clandestinidade. O pai de Simone, Adolphe, foi o primeiro a ser preso, em 4 de Setembro de 1941, junto com outros homens Testemunhas de Jeová. Apesar de ter apenas 11 anos, Simone mostrava já grande determinação em seguir a voz da sua consciência. Na escola, ela recusava-se a usar a saudação "Heil Hitler", expressão que atribuía a "salvação" a um ser humano. Isto chocava frontalmente com a crença das Testemunhas de que a salvação apenas vem através de Jesus Cristo. Recusava-se ainda a saudar a bandeira ou a entoar cânticos políticos, coisas que ela considerava adoração a humanos. Vários professores, movidos por fervor nacionalista, iniciaram uma intensa perseguição, que incluía ridicularização perante colegas e maus tratos físicos a ponto de a deixarem inconsciente. Num esforço inútil de a obrigarem a ceder nas suas posições, colocaram-na diante de mais de 800 colegas no pátio da escola enquanto se tocava o hino nacional. Quando todos os alunos foram incluídos na Juventude Hitleriana, ela recusou-se a se incorporar. Com apenas 12 anos foi levada a sessões de interrogatório por membros da Schutzstaffel ou SS e julgada em tribunal, sendo condenada à expulsão da escola, à separação da mãe e a ser conduzida a uma prisão-reformatório, em Konstanz na fronteira com a Suíça.

### Vida no reformatório
Simone viveu quase dois anos no reformatório penal, onde foi submetida a duros trabalhos forçados. Ela fazia parte de um grupo de 37 crianças entre os 6 e os 14 anos, sendo a única detida por razões de consciência. As restantes crianças estavam ali por razões sociais, a maioria delas por serem filhas de prostitutas ou por terem sido apanhadas a roubar. As crianças eram proibidas de conversar entre elas e não tinham permissão de ficar a sós, nem para usar os sanitários. Tomavam banho duas vezes por ano e lavavam os cabelos uma vez por ano. Não havia folgas ou recreio e as punições incluíam a privação de alimento ou espancamentos. Levantavam-se às 5 e meia da manhã e tinham de executar tarefas de limpeza e cozinha. Simone chegou a ter de serrar troncos até 60 cm de diâmetro com um serrote de lenhador. Sendo a única que não assistia à missa no domingo de manhã, era ela que tinha de fazer a sopa para todas as crianças. Para as quatro professoras, tinha de cozinhar carne, assar bolos e preparar hortaliças mas era estritamente proibida de comer os alimentos que confeccionava.

### Destino dos pais
Enquanto Simone permaneceu no reformatório, o pai passou do campo de concentração de Schirmeck para Dachau, onde contraiu tifo e ficou inconsciente 14 dias por causa disso. Depois foi usado em experiências médicas. De Dachau, foi enviado para Mauthausen, um campo de extermínio pior do que Dachau, onde ficou sob trabalhos forçados, sofreu espancamentos e foi atacado por cães. A mãe foi enviada para o mesmo campo em que o pai estava, Schirmeck, sendo colocada na ala feminina. Recusou-se a remendar uniformes dos soldados e foi posta na solitária por vários meses num depósito subterrâneo. Em seguida, para que fosse contaminada, foi transferida para junto das prisioneiras sifilíticas. Durante a viagem para Ravensbrück, estando já bastante debilitada, os alemães fugiram e os prisioneiros ficaram subitamente livres. Foi então para Konstanz, para reaver a filha, onde um ataque aéreo lhe deixou o rosto ferido.

### Após a guerra
O fim da guerra chegou e a família Arnold pôde voltar a casa e reconstruir as suas vidas. Simone frequentou uma escola de arte, aprendeu inglês e, ao completar 17 anos, ingressou no serviço de tempo integral como ministra das Testemunhas de Jeová. Mais tarde foi convidada a cursar uma das classes da Escola Bíblica de Gileade, nos Estados Unidos, a escola da Sociedade Torre de Vigia para missionários. Na sede mundial da Sociedade, conheceu Max Liebster, um judeu alemão que se tornara Testemunha de Jeová num dos campos de concentração. Max foi um dos sobreviventes de cinco campos de concentração, incluindo o de Auschwitz.
Max e Simone casaram-se em 1956 e ambos permaneceram no serviço de tempo integral como Pioneiros Especiais, na França. O pai de Simone faleceu em 1977 e a mãe em 1979, mantendo-se como membros activos das Testemunhas de Jeová durante toda a vida.
Em 1989, Simone tornou-se membro do Cercle Européen des Témoins de Jéhovah Anciens Déportés et Internés, uma associação que atesta os sofrimentos dos "resistentes da fé" sob o totalitarismo nazi. E, nessa capacidade, ela interveio perante o Conselho da Europa em Bruxelas, em defesa dos Direitos Humanos, e participou em inúmeras conferências realizadas em dezenas de cidades em França, Alemanha, Bélgica, Suíça, Espanha, Itália, Inglaterra, Canadá e Estados Unidos.
Max Liebster, cidadão honorário da cidade de Lautertal , na Alemanha, faleceu à idade de 93 anos, a 28 de Maio de 2008.

## Fundação Arnold-Liebster
Em Janeiro de 2002, Simone e o marido formaram a Fundação Arnold-Liebster. Trata-se de uma organização sem filiação política e sem fins lucrativos que tem por objectivo preservar a memória da luta contra a opressão política e a perseguição religiosa durante a era do Holocausto. A Fundação apoia programas educacionais e de pesquisa histórica com o propósito de promover a paz, a tolerância, os direitos humanos e a liberdade religiosa.
Aproveitando a experiência do casal Liebster, como sobreviventes de intensa perseguição religiosa, a Fundação promove seminários educativos em instituições de ensino, publicações para uso escolar, debates e exibições públicas, apresentação de filmes e outras actividades similares. Tendo por público alvo os jovens em idade escolar, pretende ajudar os estudantes a repudiar o racismo, o nacionalismo xenófobo e a violência. Os Liebster efectuaram seminários em escolas de mais de 60 cidades na Europa e nos Estados Unidos, incentivando os estudantes a defenderem intransigentemente os ditames da consciência individual.

## Obra publicada
Simone Arnold Liebster publicou as suas memórias do tempo que passou no reformatório nazi numa obra com mais de 400 páginas intitulada "Facing the Lion - Memoirs of a Young Girl in Nazi Europe". O livro foi publicado em inglês, em 2003, e posteriormente traduzido para francês, alemão, dinamarquês, italiano, coreano, japonês, espanhol e português. Foram já vendidas dezenas de milhares de exemplares, sendo que todo o valor recebido reverte a favor da Fundação Arnold-Liebster.
Em Portugal, o livro foi intitulado "Enfrentando o Leão - Memórias de uma Menina na Europa Nazi" e foi apresentado ao público no Museu da República e Resistência, em Lisboa, no dia 18 de Maio de 2010. A apresentação esteve a cargo dos historiadores portugueses Irene Flunser Pimentel e Pedro Pinto, tendo ainda intervenções de responsáveis da Fundação Arnold-Liebster.  A autora esteve presente e palestrou perante uma sala completamente lotada, respondendo a várias perguntas da assistência.
Na contracapa da edição portuguesa do livro pode ler-se:
Num estilo vivo e até com um certo humor, Simone Arnold conta como ela sobreviveu num mundo que se tornara trágico e duro, como uma criança comum, vulnerável, venceu o «leão».  A sua autobiografia dá às vítimas anónimas do nacional-socialismo um rosto, uma identidade.  Trata-se também de uma prova cativante de que a consciência tem força para resistir a toda e qualquer manipulação, mesmo sob pressões extremas.
É imperativo ler esta obra – cuja narração faz lembrar um pouco o Diário de Anne Frank – para conhecer o destino cruel, completamente desconhecido até os dias de hoje, dos filhos das Testemunhas de Jeová que rejeitavam a ideologia nazi desde o início e para jamais esquecer, como Camus escreveu apropriadamente, que «toda a forma de desprezo, se intervém na política, é uma forma de preparar ou instaurar o fascismo».

### Outras ligações de interesse
- (em português) - Triângulos Roxos - As vítimas esquecidas do Nazismo
- (em português) - Coragem diante do perigo nazista
- (em inglês) - Museu do Holocausto em Washington - Seção reservada às Testemunhas de Jeová